# Regula Lüscher

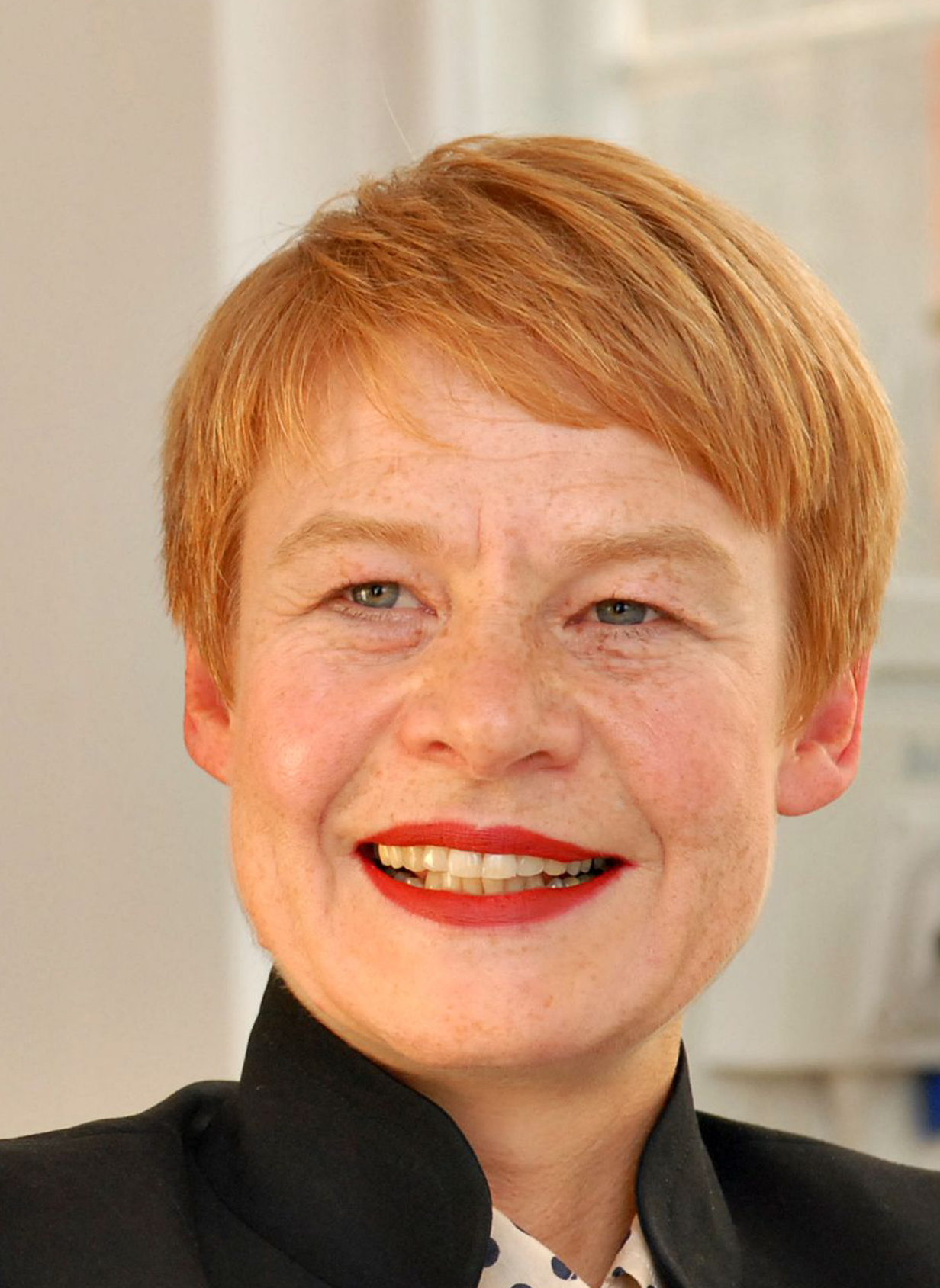
Regula Lüscher, 2009

Regula Lüscher (* 9. Oktober 1961 in Basel) ist eine schweizerisch-deutsche Architektin und Stadtplanerin: Von März 2007 bis Ende Juli 2021 war sie Senatsbaudirektorin von Berlin und Staatssekretärin in der Senatsverwaltung für Stadtentwicklung und Wohnen; seit 2021 ist sie Mitglied der Akademie der Künste, Berlin.

## Leben
Nach ihrer Matura, die sie 1980 in Basel absolvierte, studierte sie von 1981 bis 1986 Architektur an der Eidgenössischen Technischen Hochschule Zürich. Danach arbeitete sie von 1987 bis 1988 in einem Zürcher Architekturbüro (Max Baumann & Georges Frey) und daraufhin von 1988 bis 1989 im Atelier von Adolf Krischanitz in Wien. Von 1989 bis 1998 führte sie zusammen mit Patrick Gmür ein eigenes Architekturbüro in Zürich.
1998 wechselte sie in die öffentliche Verwaltung: Sie arbeitete für das Amt für Städtebau der Stadt Zürich – zuerst als Bereichsleiterin „Architektur und Städtebau“, ab 2000 als Gesamtleiterin Stadtplanung und von 2001 bis 2007 als stellvertretende Direktorin. Dort entwickelte sie unter anderem das Gewerbeareal Zürich West zu einem neuen Viertel für Wohnungen und Dienstleistungen.
Am 1. März 2007 wurde sie zur Senatsbaudirektorin und Staatssekretärin in der Berliner Senatsverwaltung für Stadtentwicklung ernannt. Damit wurde sie Nachfolgerin von Hans Stimmann. Die Senatorin für Stadtentwicklung Ingeborg Junge-Reyer holte Lüscher aus Zürich, weil sie sich im dortigen Städtebauamt „als fachlich kompetent bewiesen“ und einen „exzellenten Ruf“ erworben habe. Rückblickend bezeichnete Lüscher ihre Berufung in einem Interview als intransparenten Vorgang, der „hinter verschlossenen Türen“ ablief. Der Junge-Reyer nachfolgende Senator für Stadtentwicklung und Umwelt, im Senat Wowereit IV, Michael Müller, hatte Lüscher als eine der wenigen Staatssekretärinnen als Senatsbaudirektorin im Amt bestätigt. Dessen Nachfolger Andreas Geisel im Senat Müller I setzte ebenfalls die Zusammenarbeit mit ihr fort und auch im rot-rot-grünen Berliner Senat von 2016 behielt sie dieses Amt unter der Senatorin für Stadtentwicklung und Wohnen Katrin Lompscher (Die Linke) sowie Lompschers Nachfolger Sebastian Scheel (Die Linke) bei.
Am 22. Juni 2021 gab der Senat von Berlin in einer Pressemitteilung bekannt, Lüscher mit Ablauf des 31. Juli 2021 auf eigenen Wunsch in den einstweiligen Ruhestand versetzen zu wollen: Ihre Arbeit in Berlin sei an einem Punkt angekommen, den sie sich stets gewünscht habe: „mit mehr Gemeinwohl, mehr Architekturqualität, mehr Partizipation und mehr Klimaschutz“. In einem Interview mit dem Tagesspiegel gab sie zudem persönliche Gründe an; mit Wirkung zum 31. Juli 2021 schied sie schließlich aus dem Staatsdienst aus.
Seit 2022 arbeitet sie von Winterthur aus selbstständig als Expertin für Architektur, Stadtplanung, Management und Frauenförderung.
Seit 2016 besitzt Lüscher auch die deutsche Staatsangehörigkeit; seit dem 5. Januar 2013 ist sie mit einem Schweizer verheiratet. Nach Ende ihrer Berliner Amtszeit ist ihr Lebensmittelpunkt Winterthur, sie hat allerdings weiterhin eine Wohnung auch in Berlin.

## Lehre
- 1989–2007: Lehrtätigkeit für Architektonischen Entwurf und Städtebau an der ETH Zürich und verschiedenen Fachhochschulen in der Schweiz[2]
- 2011: Ernennung zur Honorarprofessorin an der Universität der Künste Berlin (UdK)[13]
- 2012: Wirken als Honorarprofessorin an der UdK, Fachgebiet Stadterneuerung
- Seit 2024: Lehre an der ETH Zürich für Raumentwicklung und Prozessdesign[14]

## Rezeption

### Würdigungen
Die Online-Architekturplattform Baunetz meinte, Regula Lüscher habe die Stadtentwicklung Berlins maßgeblich geprägt. Gleichzeitig wurden 25 Projekte vorgestellt, die das Wirken von Lüscher während ihrer Amtszeit zeigen.
Die Frankfurter Allgemeine Zeitung hob hervor, dass Lüscher „eine neue Kultur des architektonischen Dialogs in der Stadt etablieren“ konnte. Das sei ein deutlicher Unterschied zu ihrem „kontroversen, teilweise schroffen Vorgänger“ Hans Stimmann. Ferner habe sie in Berlin das „Instrumentarium des Baukollegiums geschaffen“. Dieses Expertengremium, das seit 2017 öffentlich tagt, gibt zur architektonischen Qualität von stadtbildprägenden Entwicklungsprojekten und einzelnen Bauvorhaben Empfehlungen ab. Es arbeitet auch nach Lüschers Weggang aus Berlin weiter.
Auch die Architektenkammer Berlin lobte die Arbeit von Lüscher. Sie habe mit einem „guten Auge für Qualität“ einer „Planungskultur zum Durchbruch verholfen, in deren Mittelpunkt Prozessqualitäten stehen“. Die Kammer forderte, diese Orientierung an „Diskurs, Debatte und Beteiligung“ müsse in Berlin fortgesetzt werden.

### Kritik
Regula Lüscher galt als „Berlins überforderte Senatsbaudirektorin“.
Die Berliner Zeitung bilanzierte zur Abberufung, dass bislang niemand so lange das Senatsbaudirektorenamt innehatte und zugleich so wenig in jedem Amtsjahr für die Stadtentwicklung schaffte wie Regula Lüscher.
Kritik zog Regula Lüscher auch durch die Arbeitsweise des von ihr geleiteten Baukollegiums auf sich. Die Entscheidungswege seien „intransparent“ bzw. fänden im „Halbdunkel“ statt und liefen im Ergebnis stets auf die gleichen, von Regula Lüscher bevorzugten (Schweizer) Architekten hinaus.
Ralf Schönball sagt über Lüscher im Tagesspiegel: „(...) Regula Lüscher nimmt im Halbdunkeln ihres Baukollegiums Einfluss auf die Investoren, aber die hervorgebrachten Bauten sind singuläre Anstrengungen mit – bevorzugt – neomoderner Fassade. Sie verraten eine ästhetische Haltung, aber kein städtebauliches Konzept.“
Lüscher stand für eine Stadtgestaltung, die sich am Bauhaus bzw. dem Neuen Bauen der Mitte des 20. Jahrhunderts orientiert. Historische Bezüge zu Bautraditionen und die Kontextualisierung zum Stadtbild vor dem Zweiten Weltkrieg sowie Rekonstruktionen lehnte sie weitgehend dogmatisch ab. So setzte sie als Preisrichterin eine minimalistisch reduzierte Gestaltung für das Humboldt Forum durch, die auf die zum Teil noch vorhandenen historischen Elemente (Neptunbrunnen, Oranierfürsten, Skulpturen, Terrassen) völlig verzichtet, sondern im Wesentlichen aus einer durchgehend versiegelten, gepflasterten Fläche mit wenig Grün besteht. Sie begründete ihre Entscheidung damit, dass das Schloss als „Projekt des 21. Jahrhunderts“ erkennbar gemacht und außerdem ausreichend Parkflächen für Reisebusse aufweisen müsse. Bezüglich des Neptunbrunnens äußerte Lüscher, sie lehne seine Rückkehr auf den Schloßplatz ab, da sie nicht wolle, dass dort eine Art Freilichtmuseum entstehe. Der Verein Berliner Historische Mitte kritisierte sie ebenfalls und vermisste bei Lüscher den Einsatz für das „alte Berlin“.

## Publikationen
- Senatsverwaltung für Stadtentwicklung, Regula Lüscher (Hrsg.): Bauen für Menschen. Architektur für und mit Menschen in Berlin Ausstellung und Film,  Berlin, 2021,[34]
- Regula Lüscher (Hrsg.): »... ganz große Oper eben!« Die Staatsoper Unter den Linden von 2010 bis 2017. Eine Dokumentation. DOM publishers, Berlin, 2017, ISBN 978-3-86922-502-9.
- Regula Lüscher (Hrsg.): Baukollegium Berlin, Beraten, vermitteln, überzeugen in einem komplexen Baugeschehen (Autoren Sonja Beeck, Martin Peschken, Jürgen Willinghöfer) Jovis Verlag, Berlin, 2016, ISBN 978-3-86859-441-6.
- Kristin Feireiss, Oliver G. Hamm in Kooperation mit Senatsverwaltung für Stadtentwicklung, Regula Lüscher (Hrsg.): Transforming Cities, Urban Interventions in Public Space, Jovis Verlag, Berlin, 2015, ISBN 978-3-86859-337-2
- Kristien Ring in Kooperation mit Senatsverwaltung für Stadtentwicklung, Regula Lüscher (Hrsg.): Urban Living, Strategien für das zukünftige Wohnen, Jovis Verlag, Berlin, 2015, ISBN 978-3-86859-331-0.
- Franz Eberhard, Regula Lüscher (Hrsg.): Zürich baut. Konzeptioneller Städtebau (Autoren Angelus Eisinger und Iris Reuther) Birkhäuser, Basel 2007, ISBN 978-3-7643-7996-4.
- Ich habe eine völlig neue Haltung zur Stadtentwicklung vorangebracht. Interview mit Regulation Lüscher von Sebastian Redecke und Benedikt Crone, in: Bauwelt, Jg. 112, 2021, Heft 19 vom 17. September 2021 (= Stadt Bauwelt, Nr. 231), S. 57 bis 61.

## Gremien, Aufsichtsräte und Mitgliedschaften
- Akademie der Künste, Berlin, Sektion Baukunst.[35]
- Festival Women in Architecture Berlin 2021, Schirmfrau[36]
- Stiftung Bauhaus der Erde, Botschafterin[35]
- Aufsichtsrat Wohnungsbaugesellschaft Berlin-Mitte (WBM), Vorsitzende Bauausschuss[2]
- Stiftungsrat Stiftung Denkmal für die ermordeten Juden Europas[35]
- Verwaltungsausschuss Bauhaus-Archiv[2]
- Kuratorium Nationale Stadtentwicklungspolitik[2]
- Beirat Bundesstiftung Baukultur[35]
- Stiftungsrat Stiftung Preußischer Kulturbesitz[2]
- Stiftungsrat Stiftung Berliner Schloss – Humboldtforum[2]
- Stiftungsrat Stiftung Preußische Schlösser und Gärten[2]
- Baukollegium Berlin, Vorsitzende[2]
- Mitglied Bund Deutscher Architekten (BDA)[35]
- Mitglied Deutsche Akademie für Städtebau und Landesplanung[35]
- Mitglied Stadtbildkommission Basel[37]
- Mitglied in zahlreichen Preisgerichten für städtebauliche und architektonische Wettbewerbe

## Auszeichnungen
- 2012: Urban Land Institute (ULI), Verleihung des Goldenen Ginkoblattes, ULI Germany Leadership Award, für „zukunftsorientiertes und nachhaltiges Denken und Handeln“.[38]
- 2022: Aufnahme in die Akademie der Künste, Berlin[39]